# Kanton Saint-Louis (Guadeloupe)
Saint-Louis (francouzsky Canton de Saint-Louis) byl francouzský kanton v departementu Guadeloupe v regionu Guadeloupe. Tvořila ho pouze obec Saint-Louis. Zrušen byl při reformě francouzských kantonů z roku 2014.